# Triphosa acyrota
Triphosa acyrota là một loài bướm đêm trong họ Geometridae.